# Heinz Hopf (acteur)
Pour les articles homonymes, voir Hopf.
Cet article concerne l'acteur suédois. Pour le mathématicien allemand (1894-1971), voir Heinz Hopf.
Heinz (Willy Gustav) Hopf est un acteur suédois, né le 11 novembre 1934 à Stockholm, mort le 23 janvier 2001 à Åkersberga (comté de Stockholm).

## Biographie
De 1955 à 1958, Heinz Hopf étudie à la Dramatens elevskola, l'école du théâtre dramatique royal de Stockholm (Kungliga Dramatiska Teatern en suédois, abrégé Dramaten). Durant son apprentissage, il débute en ce théâtre courant 1956, dans Ornifle ou le Courant d'air de Jean Anouilh (avec Sif Ruud et Mona Malm).
Au Dramaten, où il joue jusqu'en 1977, suivent notamment Les Trois Sœurs d'Anton Tchekhov (1959, avec Allan Edwall et Gunn Wållgren), Our Town de Thornton Wilder (1964, avec Sif Ruud et Christina Schollin), Roméo et Juliette de William Shakespeare (1971, avec Anita Björk et Barbro Hiort af Ornäs), ou encore Un mois à la campagne d'Ivan Tourgueniev (son avant-dernière pièce au Dramaten, 1976, avec Kristina Adolphson et Gösta Prüzelius).
Au cinéma, il contribue à vingt-sept films suédois (ou en coproduction), le premier étant Rasmus, Pontus och Toker (sv) de Stig Olin (1956, avec le réalisateur et Stig Järrel) ; le dernier sort en 1993.
Dans l'intervalle, citons Les Amoureux de Mai Zetterling (1964, avec Harriet Andersson et Gunnel Lindblom), Crime à froid de Bo Arne Vibenius (1973, avec Christina Lindberg), ainsi que Fanny et Alexandre d'Ingmar Bergman (1982, avec Ewa Fröling et Jan Malmsjö). Signalons aussi sa participation au film américain inachevé The Day the Clown Cried de Jerry Lewis (1972, avec le réalisateur et Harriet Andersson).
À la télévision suédoise, Heinz Hopf apparaît surtout dans trente-huit téléfilms diffusés entre 1958 et 1988, la plupart d'origine théâtrale, comme l'adaptation en 1963 de la pièce de Jean-Paul Sartre Les Mains sales (avec Keve Hjelm et Gunnel Lindblom).
S'ajoutent treize séries entre 1967 et 1994, dont La Légende de Gösta Berling (sv) (mini-série, six épisodes, 1986) et Varuhuset (quarante épisodes, 1987-1989).
Heinz Hopf meurt à 66 ans en 2001, des suites d'un cancer du larynx.

## Théâtre au Dramaten (sélection)
- 1956 : Ornifle ou le Courant d'air (Ornifle) de Jean Anouilh, mise en scène de Mimi Pollak, décors et costumes de Marik Vos-Lundh : un journaliste / un photographe
- 1956 : Les Trois Mousquetaires (De tre musketörerna), adaptation du roman éponyme d'Alexandre Dumas : M. O'Reilly
- 1956 : La Savetière prodigieuse (Den galanta skomarfrun) de Federico García Lorca, mise en scène de Mimi Pollak, décors de Marik Vos-Lundh : l'auteur
- 1956 : Lycka till Abisag d'Eva Dahlbeck : Frans, le poète
- 1957 : Altitude 3.200 (Ungdöm i fjällen) de Julien Luchaire, mise en scène de Mimi Pollak : Vincent
- 1957 : La Sorcière de l'Atlas (Häxan i Atlasbergen) de George Bernard Shaw, mise en scène de Mimi Pollak, décors et costumes de Marik Vos-Lundh : Osman Ali
- 1957 : Le Joyau de la reine (Drottningens juvelsmycke), adaptation du roman éponyme de Carl Jonas Love Almqvist, mise en scène d'Alf Sjöberg : Crispin / Remy
- 1958 : Robin des Bois (Robin Hood) d'Owen Davis : Allan A'Dayle
- 1959 : La Valse des toréadors (Toreadorvalsen) de Jean Anouilh, mise en scène de Mimi Pollak : Gaston, le secrétaire
- 1959 : Les Trois Sœurs (Tre systrar) d'Anton Tchekhov, costumes de Marik Vos-Lundh : le baron Nikolaï von Touzenbach
- 1961 : Le Roi Jean (Kung John) de William Shakespeare, mise en scène d'Alf Sjöberg : le dauphin Louis
- 1962 : Le Voyage (Resan) de Georges Schehadé, mise en scène d'Alf Sjöberg : Diego
- 1964 : Our Town (Vår lilla stad) de Thornton Wilder : Simon Stimson
- 1969 : Don Carlos de Friedrich von Schiller, décors de Marik Vos-Lundh : rôle-titre
- 1969 : Noces (Bröllopsfesten) d'Elias Canetti : Horch
- 1970 : Casimir et Caroline (Kasimir och Karoline) d'Ödön von Horváth, mise en scène de Mimi Pollak : Franz Merkl
- 1970 : Coriolan (Coriolanus) de William Shakespeare, mise en scène d'Alf Sjöberg : Aufidius
- 1970 : Borgaren och Marx de Lars Forssell, mise en scène de Mimi Pollak, décors de Marik Vos-Lundh : le gourou
- 1971 : Show de Lars Forssell, mise en scène d'Ingmar Bergman : un serviteur
- 1971 : Roméo et Juliette (Romeo och Julia) de William Shakespeare, mise en scène de Mats Ek : Pâris
- 1971 : Les Troyennes (Trojanskorna) d'Euripide, adaptation de Jean-Paul Sartre : Poséidon
- 1972 : Maître Olof (Master Olof) d'August Strindberg, mise en scène d'Alf Sjöberg : un noble
- 1972 : Une maison de poupée (Ett dockhem) d'Henrik Ibsen : Dr Rank
- 1974 : La Vie de Galilée (Galilei) de Bertolt Brecht, mise en scène d'Alf Sjöberg : le cardinal Barberini
- 1975 : La Nuit des rois, ou Ce que vous voudrez (Trettondagsafton) de William Shakespeare, mise en scène d'Ingmar Bergman : Orsino
- 1976 : Bingo d'Edward Bond : William Combe
- 1976 : Un mois à la campagne (En månad på landet) d'Ivan Tourgueniev, décors de Marik Vos-Lundh : Mikhaïl Rakitine
- 1977 : Les Castrats (Kastrater) de Sven Delblanc : Kyhle

## Filmographie partielle

### Cinéma
- 1956 : Rasmus, Pontus och Toker de Stig Olin : Krister
- 1961 : Le Garçon dans l'arbre (Pojken I Tradet)
- 1964 : Les Amoureux (Älskande par) de Mai Zetterling : le lieutenant Bernhard Landborg
- 1966 : Le Meurtre d'Ynggsjö (Yngsjömordet) d'Arne Mattsson : le juge Helmertz
- 1972 : The Day the Clown Cried de Jerry Lewis : le premier officier de la Gestapo
- 1973 : Crime à froid (Thriller – en grym film) de Bo Arne Vibenius : Tony
- 1982 : Fanny et Alexandre (Fanny och Alexander) d'Ingmar Bergman : Tomas Graal
- 1984 : Le Secret de Moby Dick (Samson og Sally) de Jannik Hastrup (film d'animation suédo-danois) : voix additionnelle
- 1986 : Amorosa de Mai Zetterling : Dr Iller

### Télévision
Séries
- 1986 : La Légende de Gösta Berling (Gösta Berlings saga), mini-série, 6 épisodes : Kevenhüller
- 1987-1989 : Varuhuset, saisons 1 à 5, 40 épisodes : Eriksson

Téléfilms
- 1959 : La Mouette (Måsen) de Bengt Ekerot : Konstantin Treplev
- 1960 : L'Orage (Oväder) d'Ingmar Bergman : Källardrängen
- 1963 : Médée (Medea) de Keve Hjelm : le messager
- 1963 : Les Mains sales (Smutsiga händer) de Håkan Ersgård : Hugo
- 1964 : Henri IV (Henrik IV) de Keve Hjelm : Edmund Mortimer
- 1967 : Le Père (Fadren) de Keve Hjelm : Dr Östermark